# Sataporn Kantasa-ard
Sataporn Kantasa-ard (nascido em 7 de julho de 1950) é um ex-ciclista tailandês. Representou sua nação nos Jogos Olímpicos de Verão de 1972.